# Хибинский переулок
Хибинский переулок — улица на севере Москвы в Ярославском районе Северо-Восточного административного округа между Ярославским шоссе и Хибинским проездом. Здесь расположен Хибинский сквер.

## Происхождение названия
Часть проектируемого проезда № 5060 получила название в ноябре 2020 года по Хибинам, горному массиву на Кольском полуострове и соседнему Хибинскому проезду.

## Описание
Улица начинается от Ярославского шоссе, проходит на северо-запад в сторону железнодорожных путей Ярославского направления МЖД (перегон «Ростокино» — «Лосиноостровская») и выходит на Хибинский проезд.

## Хибинский сквер
На пересечении Хибинского переулка и дублёра Ярославского шоссе находится Хибинский сквер, в котором расположена скульптурная композиция Вячеслава Кондрашина «Паломники, идущие из Москвы в Троице-Сергиеву Лавру», установленная в 2014 году к празднованию 700-летия со дня рождения преподобного Сергия Радонежского. Скульптура изображает мужчину, женщину с младенцем и ребёнка, за спинами которых расположена колокольня Ивана Великого в составе Московского Кремля, а перед ними — колокольня Троице-Сергиевой Лавры. На очертаниях зданий установлены настоящие колокола, в которые могут звонить посетители сквера. Над фигурами паломников установлена арка, которую венчает фигура ангела.